# Kutjuk Muhammad
Kutjuk Muhammad (Kučuk Muhammad, que vol dir Petit Muhammad en oposició a Ulugh Muhammad que vol dir Gran Muhammad) fou kan de l'Horda d'Or. D'acord amb Khuandemir i altres autors era fill de Timur Khan.
No apareix fins vers el 1432 quan sembla que es va establir amb les tribus orientals que li donaven suport a la zona entre el Don i el Volga inferior, a l'est d'on apareix per la mateixa època Sayyid Ahmad I; Basili II de Moscou i Suidrigailo de Lituània (1430-1432) donaven suport a Dewletberdi, establert a Crimea i després al seu fill Axmat, mentre Ulugh Muhammad tenia el suport de Segimon I de Lituania (1432-1440) el rival de Suuidrigailo. Després de l'assassinat de Dewletberdi i la incapacitat del seu fill Axmat Khan per redreçar la situació, el suport rus s'hauria traslladat a Sayyid Ahmad i a Kutjuk Muhammad; el príncep de Moscou va pagar el 1434 el tribut a aquestos dos kans que governaven, si no junts, sí almenys en aliança i sobre hordes separades però que nomaditzaven territoris propers un de l'altra.
A la narració de Josafa Barbaro, que va viure en aquest temps al sud de Rússia, està escrit que el 1437 Ulugh Muhammad tenia com un dels seus generals destacats a un fill d'Edigu amb el que es va barallar; aquest general va reunir les forces tribals que li eren lleials i es va dirigir cap al riu Itil (el Volga) passant al servei de Kutjuk Muhammad. Les forces reunides van avançar cap a Astracan (que Barbero anomena Citerchan) i per les estepes del Tumen i el riu Don van arribar a la vora de la mar d'Azov que en aquest temps estava glaçat (com també el Don) i van avançar en filera; la distància que cobria l'exèrcit era tan gran que quan l'avantguarda estava a Palastsa (?) la rereguarda encara era a Bosagaz al riu Don (entre els dos llocs hi havia més de 150 km). La notícia de la seva arribada ja era sabuda a Tana (Azov). Finalment va arribar Kutjuk a Tana i es va allotjar a una mesquita i el cònsol li va enviar a ell i a la seva mare un regal de "novena" (nou coses com mel, pa, vi, etc..). Barbaro va dirigir la delegació que va anar a veure al kan i va encomanar Tana a la seva protecció. Barbaro diu que tenia 22 anys i Nurus que l'acompanyava uns 25. Al cap de dos dies va arribar el cunyat del kan Edelmugh (Adil Mulk) que es va allotjar a la casa del mateix Barbaro a Tana. Barbaro li va demanar acompanyar-lo i la proposta fou acceptada (el tàtar estava borratxo). Kutjuk va derrotar Ulugh Muhammad i va ocupar Sarai, fugint el vençut cap a Kazan que va reconstruir i on va fundar el Kanat de Kazan. Mentre Kutjuk va fer executar a Manshuk, esmentat com el principal dels seus prínceps, i a altres.
El 1437 els tàtars van fer un atac a Riazan que van repetir el 1438. El 1443 grups tàtars estaven saquejant altre cop les fronteres del principat de Riazan. El 1445 es repetia l'atac a Riazan sota direcció d'un comandant de nom Mustafa que sembla que era Mustafa Khan de l'Horda Blava i en la qual Riazan fou capturada i es van fer presoners i botí, atacant després Pereieslav on es van presentar com a suplicants i no com enemics, atès que l'hivern d'aquell any fou frígid i els seus cavalls havien estat aniquilats i deien no poder tornar; el poble els va permetre entrar però el gran príncep de Moscou va enviar al príncep Oblolenski contra ells amb un cos d'exèrcit de cosacs de Riazan i morduins que viatjaven en unes fustes de neu; els tàtars no podien utilitzar els arcs a causa del fred però Mustafa i la seva gent, acampats a la riba del Listarji, van sortir heroicament a enfrontar a l'enemic i van morir tots (excepte algunes dones). Un altre exèrcit procedent de l'est que va marxar al cap de poc (1346) contra Riazan en revenja per la mort de Mustafa, fou rebutjat.
La captura de Basili II de Moscou pel kan de Kazan fou un cop de fortuna per Shemiaka (nom real Dimitri Yurivitx) que estava retirat a Uglitx, on conspirava amb Boris, príncep de Tver i Ivan de Moyaisk (al que s'havia convençut que Basili II planejava cedir Moscou als tàtars i apoderar-se de Tver per a si mateix) i amb els boiars fidels del difunt Constantí Dimitrovitx. Al retorn de Basili II es va decidir fer-lo presoner amb els seus fills quan estigués de visita al monestir de la Trinitat. La nit del 12 de febrer de 1446 els conspiradors es van apoderar del Kremlin on hi havia la mare, l'esposa i els tresors de Basili; les cases dels boiars foren saquejades; tropes enviades al monestir van fer presoner al gran príncep i als fills i també van ser capturats els seus amics. En arribar a Moscou fou cegat sent enviat a Uglitx. Els dos fills foren enviats a Múrom amb el príncep Ivan Riapoloviski que els fou fidel. Encara que hi va haver excessos, el poble li va fer homenatge. Al saber que els fills de Basili eren respectats, va enviar al metropolità Jonàs a Murom i va aconseguir l'entrega dels dos prínceps sota promesa que serien enviats a Moscou per viure a la cort, però després Shemiaka va trencar la paraula i els va enviar a Uglitx amb el seu pare. Es va formar una conspiració i Shemiaka va decidir canviar de política i va alliberar Basili II i li va cedir el feu la ciutat de Vologda a canvi de la promesa de ser fidel a Shemiaka; però Basili va anar tot seguit al monestir de Sant Ciril a Bielo Ozero on l'abat el va lliurar del jurament que havia fet; després va cridar els seus partidaris a Vologda i es va guanyar l'amistat de Boris de Tver que s'hi va aliar a canvi que el fill de Basili, de 7 anys, fos promès a la seva filla Maria. Llavors va decidir marxar sobre Moscou i pel camí se li va unir un exèrcit tàtar de Kazan enviat pel kan. El Kremlin fou ocupat i Shemiaka que estava absent, quan ho va saber va fugir a Galítzia i després a Kargopol emportant-se a la mare de Basili que finalment va alliberar i poc després es va sotmetre junta amb Ivan of Moyaisk, acordant restaurar tots els dominis que havien usurpat i els béns dels que s'havien apropiat a canvi de conservar els seus feus (1447).
La segona part del regnat de Basili II (1447-1462) fou més prudent. No obstant en matèria religiosa continuava amb els prejudicis; durant vuit anys el càrrec de metropolità va estar vacant fins que el 1448 va fer restaurar a Jonàs per una assemblea de bisbes de Moscou, Rostov, Súzdal, Kolomna i Perm (que fou aprovada pels de Nóvgorod i Tver). Jonàs va emetre una carta denunciant als grecs per la seva decisió al concili de Florència, i pel seu costat el papa Pius II va denunciar al príncep com heretge i impostor. L'església russa va esdevenir independent de la de l'Imperi Romà d'Orient, però el patriarca conservava de iure el dret de nomenament. Per assegurar la successió, Basili II va associar al tron al seu fill Ivan, i els prínceps vassalls van haver de renovar el seu homenatge i a jurar no aliar-se als tàtars o lituans contra el gran príncep. Basili de Borosk i Miquel, germà d'Ivan de Moyaisk, que li havien estat fidels, foren recompensats amb diverses ciutats i una part dels ingressos de Moscou, i el mateix príncep pagaria el tribut degut a l'Horda que corresponia a aquestos prínceps. Les relacions amb Polònia foren bones i Basili II s'anomenava tant pare de Casimir IV Jaguelló com del seu propi fill Ivan de Moscou (Ivan III el Gran).
Shemiaka va acabar refusant tornar alguns objectes del seu botí amb l'excusa que no reconeixia al kan Sayyid Ahmad consenyor feudal del gran principat de Moscou, i va continuar conspirant amb Nóvgorod, Ivan de Moyaisk, i els pobles de Viatka i Kazan. Els bisbes li van dirigir una carta comminant-lo a obeir però no en va fer cas i dos anys després va atacar Kostromà, però fou derrotat. El gran príncep va decidir un càstig sever i va encomanar la tasca al príncep Obolenski amb un fort exèrcit i un contingent de tàtars: va avançar cap a Galítzia al govern de Kostromà on Shemiaka estava acampat en favorable posició; la lluita fou terrible i fou la darrera gran batalla entre prínceps russos. Shemiaka fou derrotat, els seus boiars capturats i la seva infanteria destruïda; ell mateix es va refugiar a Nóvgorod. Alli li van donar suport i van reunir un exèrcit amb les que va capturar Ustiuge on els lleials al gran príncep van ser tirats al riu Sukhoma amb una gran pedra lligada al coll. després va fer un atac cap a Vologda però no va aconseguir ocupar ni una sola ciutat.
Després del 1447 sembla que el gran principat va retardar o va deixar de pagar el tribut. El 1449, 1450 i 1451 hi va haver atacs tàtars (vegeu el seu detall a Sayyid Ahmad I) però no s'estableix la participació de Kutjuk Muhammad en aquestes operacions.
Basili II va decidir liquidar a Shemiaka de manera definitiva; ara governava Ustiugue com a príncep, i en acostar-se un exèrcit de Moscou va fugir cap a Dwina i es va refugiar a Nóvgorod on fou enverinat el 1453 segurament per un sicari de Basili. Fou enterrat al monestir de Yurief.
L'any de la mort de Kutjuk Muhammad no consta en cap font i només es pot dir que va morir vers 1460 (el 1459 o el mateix any 1460) doncs en aquest any ja apareix Ahmad Khan al front en disputa amb el seu germà Mäxmüd o Mahmud Khan. Se sap que va deixar quatre fills, els dos esmentats, Yakub Sultan i Bakhtiar Sultan; Mahmud no és esmentat a les fonts russes. Kutjuk Muhammad va deixar monedes encunyades a Sarai, Astracan, Ordubazar i Bolghar; en elles el kan s'anomena "El Just Sultà Muhammad Khan" o "El Suprem Sultan Muhammad Khan" o "Muhammad fill de Timur Sultan, el Suprem Khan"